# Байрем-Сентер (Нью-Джерсі)
Байрем-Сентер (англ. Byram Center) — переписна місцевість (CDP) в США, в окрузі Сассекс штату Нью-Джерсі. Населення — 2232 особи (2020).

## Географія
Байрем-Сентер розташований за координатами 40°56′24″ пн. ш. 74°43′1″ зх. д. / 40.94000° пн. ш. 74.71694° зх. д. (40.939890, -74.717073).  За даними Бюро перепису населення США в 2010 році переписна місцевість мала площу 2,89 км², уся площа — суходіл.

## Демографія
Згідно з переписом 2010 року, у переписній місцевості мешкало 90 осіб у 34 домогосподарствах у складі 23 родин. Густота населення становила 31 особа/км².  Було 40 помешкань (14/км²).
Расовий склад населення:
| - 96,7 % — білих - 1,1 % — осіб інших рас |

До двох чи більше рас належало 2,2 %. Частка іспаномовних становила 3,3 % від усіх жителів.
За віковим діапазоном населення розподілялося таким чином: 20,0 % — особи молодші 18 років, 72,2 % — особи у віці 18—64 років, 7,8 % — особи у віці 65 років та старші. Медіана віку мешканця становила 44,0 року. На 100 осіб жіночої статі у переписній місцевості припадало 104,5 чоловіків;  на 100 жінок у віці від 18 років та старших — 111,8 чоловіків також старших 18 років.
Цивільне працевлаштоване населення становило 28 осіб. Основні галузі зайнятості: будівництво — 35,7 %, фінанси, страхування та нерухомість — 25,0 %, мистецтво, розваги та відпочинок — 21,4 %, освіта, охорона здоров'я та соціальна допомога — 17,9 %.